# Polskie Stowarzyszenie Paliw Alternatywnych
Polskie Stowarzyszenie Nowej Mobilności (do 2024 r. Polskie Stowarzyszenie Paliw Alternatywnych) – największa polska organizacja pozarządowa zajmująca się kreowaniem rynku zrównoważonej mobilności w Polsce i regionie CEE.
PSNM powstało w 2016 r. i jest 2. pod względem liczby zrzeszonych podmiotów prawnych organizacją branżową w Europie – łączy niemal 300 przedsiębiorstw z całego łańcucha wartości w nowej mobilności: producentów pojazdów i infrastruktury, operatorów usług ładowania, koncerny paliwowe i energetyczne, instytucje finansowe, firmy transportowe, dostawców komponentów i technologii. Partnerami PSNM są ambasady i instytucje aktywne w obszarze zrównoważonego transportu. Wśród Członków Wspierających PSNM są największe polskie miasta, wiodące firmy doradcze i kancelarie prawne. PSNM współpracuje z globalnymi markami motoryzacyjnymi, a punkty ładowania należące do partnerów PSNM obejmują ok. 90% całej sieci ogólnodostępnych stacji w Polsce. Dyrektorem zarządzającym PSNM jest Maciej Mazur, a Dyrektorem Operacyjnym Łukasz Witkowski.

## Działalność na rzecz nowej mobilności
PSNM realizuje projekty, których celem jest wsparcie uczestników rynku nowej zeroemisyjnej mobilności w Polsce. Zabiega o przyjazne otoczenie gospodarcze, czego efektem jest m.in. Ustawa o elektromobilności i paliwach alternatywnych, opinie prawne i stanowiska w ramach realizowanego dialogu legislacyjnego oraz ponad 500 zgłoszonych poprawek do projektów aktów prawnych, będących przedmiotem konsultacji publicznych. Współpracując z polską branżą e-mobility, PSNM realizuje projekt największy w Polsce projekt zmian legislacyjnych – „Białą Księgę Nowej Mobilności”. Jej celem jest identyfikacja i usunięcie przeszkód stojących na drodze swobodnemu rozwojowi zrównoważonego transportu w Polsce. Stowarzyszenie współtworzy ponadto inicjatywę na rzecz rozwoju elektromobilności powołaną przy ówczesnym Ministerstwie Energii, której celem jest inicjowanie i prowadzenie konsultacji branżowych, wymiana wiedzy oraz integracja różnych środowisk zaangażowanych w rozwój rynku.

## Członkostwo w AVERE
PSNM jest członkiem największej i najstarszej w Europie organizacji branżowej, związanej z branżą elektromobilności – The European Association for Electromobility (AVERE). Zrzesza ona wiodące organizacje branżowe z takich krajów, jak Norwegia (Norwegian Electric Vehicle Association), Holandia (Nederland elektrisch – Formula E-Team), Hiszpania (AEDIVE), Francja (AVERE-France), Niemcy (Bundesverband Solare Mobilität e.V.) czy Polska (PSNM – Polskie Stowarzyszenie Nowej Mobilności). AVERE współtworzy Światowe Stowarzyszenie Pojazdów Elektrycznych (World Electric Vehicle Association – WEVA), wspólnie z Electric Vehicle Association of Asia Pacific – EVAAP (region Azja-Pacyfik) oraz Electric Drive Transportation Association – EDTA (region Ameryki Północnej i Południowej). Organizacja została założona w 1978 r. Siedziba stowarzyszenia znajduje się w Brukseli. Bezpośrednio oraz pośrednio – poprzez krajowe organizacje członkowskie – zrzesza ponad 1000 podmiotów. AVERE jest m.in. organizatorem EVS (Electric Vehicle Symposium and Exposition), największych targów elektromobilności na świecie, które odbywają się rotacyjnie w Europie, Ameryce i Azji. 22 października 2019 r. Zgromadzenie Ogólne AVERE wybrało Dyrektora Zarządzającego PSNM Macieja Mazura na stanowisko wiceprezesa organizacji. Maciej Mazur w ramach aktywności w zarządzie AVERE, koncentruje swoje działania na budowaniu wspólnej wizji zrównoważonego transportu dla państw regionu Europy Środkowo-Wschodniej.

## Badania i analizy
Działalność PSNM obejmuje także szeroki obszar badań i analiz, których efektem są liczne publikacje. Na przełomie 2018 i 2019 r. organizacja wydała 22 raporty merytoryczne w nakładzie 10 tys. egzemplarzy, w tym m.in. „Polish EV Outlook 2019” (wspólnie z Frost & Sullivan), „Barometr Elektromobilności”, „Katalog pojazdów elektrycznych”, „Przewodnik po Ustawie o elektromobilności i paliwach alternatywnych”, „Elektromobilność w transporcie publicznym – praktyczne aspekty wdrażania”, „V2G. Pojazdy elektryczne jako element sieci elektroenergetycznych”, „Take e-bus!”, „Procedura odbioru stacji ładowania”, „Strefy niskoemisyjnego transportu – wdrażanie”, „System identyfikacji dla elektromobilności w Polsce” i inne.

## Szkolenia i edukacja
PSNM prowadzi działalność szkoleniową i dydaktyczną, realizując m.in. cykl szkoleń „Elektromobilność w praktyce”, skierowany do przedstawicieli jednostek samorządu terytorialnego. W 2018 r. Stowarzyszenie przeszkoliło 1121 polskich urzędników i przedstawicieli przedsiębiorstw komunalnych w 23 największych polskich miastach. PSNM realizuje także szkolenia dla przedsiębiorstw i instytucji publicznych w ramach uruchomionego Centrum Kompetencyjnego PSNM. Stowarzyszenie współpracuje z wiodącymi ośrodkami akademickimi, w tym m.in. Uniwersytetem Warszawskim, Politechniką Warszawską, Politechniką Śląską, Uniwersytetem Marii Curie-Skłodowskiej w Lublinie i Akademią Morską w Szczecinie, a także z instytucjami, organizacjami i agencjami, których pośrednim zadaniem jest rozwój elektromobilności w Polsce. Stowarzyszenie realizuje także cykliczne badania społeczne, w których udział bierze nawet 10 tys. Polaków rocznie.

## Wydarzenia branżowe
PSNM jest bardzo aktywne na forum publicznym. Organizuje największe w regionie wydarzenia branżowe, w tym m.in. Kongres MOVE Mobility & Vehicles, który odbywa się w ramach największych targów motoryzacyjnych w Polsce i 4. pod względem wielkości w Europie - Poznań Motor Show. Co roku PSNM organizuje także Kongres Nowej Mobilności, który jest największym w Polsce, dwudniowym warsztatem dla samorządów, w całości poświęconym elektromobilności. To 24 godziny merytorycznych dyskusji problemowych, prezentacji rozwiązań, wystąpień eksperckich i debat. Tylko w 2019 r. w organizowanych przez PSNM wydarzeniach wzięło udział 5 tys. uczestników. Eksperci PSNM brali w tym roku udział także w ponad 100 wydarzeniach zewnętrznych w Polsce i Europie, odwiedzając w sumie 58 miast. 21 listopada 2019 r. w Warszawie PSPA współorganizowało także Global e-Mobility Forum.

## Portale branżowe
PSNM na bieżąco śledzi rynek elektromobilności w Polsce i Europie. W tym celu utworzono Obserwatorium Rynku Paliw Alternatywnych. Zespół Obserwatorium agreguje, przetwarza i udostępnia uczestnikom rynku kluczowe dane i informacje z tego sektora. Głównym narzędziem projektu jest portal, skoncentrowany na technologiach elektromobilnych. Cotygodniowy monitoring rynku i legislacji dociera do kilkunastu tysięcy odbiorców. Organizacja realizuje także codzienny monitoring mediów, skierowany do branży elektromobilności. PSNM jest także wydawcą popularnych portali internetowych, zwierających kompleksowy zbiór najważniejszych informacji z sektora zrównoważonego transportu, takich jak np. internetowy katalog pojazdów elektrycznych elektromobilni.pl. Na stronie organizacji dostępbna jest także ewidencja infrastruktury paliw alternatywnych eipa.pl oraz Licznik Elektromobilności. Dzięki niemu, każdy zainteresowany może dowiedzieć się, ile pojazdów elektrycznych porusza się aktualnie po polskich drogach i ile działa stacji ładowania.

## Projekty badawcze
We współpracy z partnerami branżowymi PSNM realizuje projekty badawcze, w tym np. pilotaże „Misja Zerowa Emisja” oraz „Flota z energią”. W ramach tych projektów przeprowadzono kilkutygodniowe analizy porównawcze całkowitych kosztów posiadania (TCO, ang. total cost of ownership) pojazdów konwencjonalnych i ich elektrycznych odpowiedników. 

## Ranking liderów elektromobilności
W ramach rankingu „Liderzy Elektromobilności”, PSNM wspólnie z PwC co roku wyróżnia podmioty najbardziej zaangażowane w budowę zrównoważonego transportu w Polsce. Podczas Szczytu Klimatycznego ONZ COP24, uhonorowano 19 przedsiębiorstw i instytucji, które w 2018 r. miały największy wpływ na rozwój polskiej elektromobilności. Edycję 2019 zorganizowano w ramach Global e-Mobility Forum, przyznając równocześnie wyróżnienia Globalnych Liderów Elektromobilności.

## Centrum Nowej Mobilności
W 2020 roku PSNM utworzyło Centrum Nowej Mobilności, które mieści się w Warszawie przy ul. Fabrycznej 5A. Jest to centrum szkoleniowo-konferencyjne, z ekspozycją edukacyjną i produktową – nowoczesne i otwarte na współpracę miejsce spotkań polskiej branży elektromobilności. PSNM udostępnia powierzchnię CNM firmom z sektora elektromobilności. 